# Vele Orjule
Vele Orjule – wyspa w Chorwacji, na Morzu Adriatyckim.
Wraz z wyspą Male Orjule leży w zatoce Kvarnerić, wzdłuż wyspy Lošinj. Zajmuje powierzchnię 1 km². Jest porośnięta trawą i wykorzystywana do wypasu zwierząt.